# MGM-5 Corporal

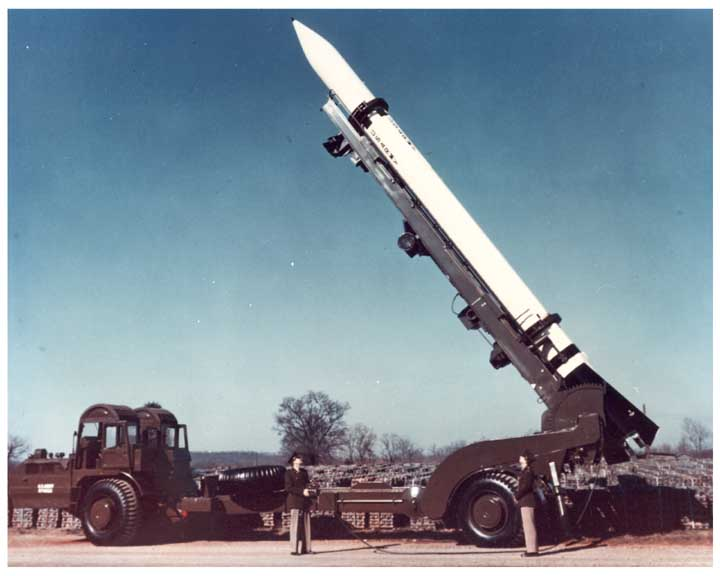
O míssil de artilharia de campo "Corporal" sendo posicionado para lançamento.

O míssil MGM-5 Corporal foi o primeiro armamento guiado de origem norte americana, autorizado a conduzir uma carga nuclear.
Sendo um míssil guiado terra-terra, o Corporal podia conduzir cargas atômicas ou altamente explosivas, com um alcance de 139 km.